# Kiko Martins
Francisco Martins, nascido em 1979, mais conhecido por Chef Kiko é um Chef de Cozinha português e autor de sete restaurantes: O Talho, A Cevicheria, O Poke, O Surf and Turf, O Asiático, A Barra Japonesa e mais recentemente, O Boteco.
Os seus pratos privilegiam a criatividade e o espírito de partilha cultural, reinventando receitas tradicionais portuguesas e recriando pratos típicos de outras culturas privilegiando sempre a experiência única de quem os prova. As suas viagens são uma influência natural na sua cozinha e resultam frequentemente num acto de partilha cultural através da gastronomia.

## Biografia
Embora se tenha licenciado em Gestão de Marketing em 2003, rapidamente percebeu que o seu caminho era outro: a cozinha. Foi assim que no ano seguinte meteu os planos de marketing de lado e entrou na Escola de Cozinha Cordon Bleu. Nos anos seguintes teve possibilidade de estagiar em conceituados restaurantes como o AM Le Bistro, o Ledoyen, o Eleven e o The Fat Duck.
Apesar de fazer o que gostava e da oportunidade em trabalhar em alguns dos mais conceituados restaurantes do mundo, sentiu que precisava de acrescentar algo à sua vida. Foi desta forma que em 2008 colocou a cozinha em standby e partiu acompanhado da esposa – Maria Bravo - para Moçambique onde participaram numa missão de solidariedade ao serviço da associação sem fins lucrativos “Leigos Para o Desenvolvimento”. No final desta experiência que durou um ano, perceberam que não queriam voltar à vida que tinham e imaginaram um projecto que os levaria a embarcar numa viagem à volta do mundo. O intuito dessa viagem, Comer o Mundo, era o de se sentarem à mesa com famílias locais por forma a conhecer as suas culturas e gastronomias. Peru, Japão, Brasil, Chile, Jordânia, Israel, Líbano, Índia, Nepal ou Vietname foram alguns dos 26 países que o Chef Kiko e Maria Bravo visitaram, sempre de mochila às costas e envolvidos com a comunidade local.
No seu regresso, inspirado pelas vivências e culturas tão diferentes com as quais tinha tomado contacto, o Chef Kiko sentiu a necessidade de partilhar alguma da “bagagem” que trouxe consigo. Na sequência desse desejo surgiu no início de 2013 o seu primeiro restaurante em Lisboa: O Talho. Com um conceito de restaurante e loja no mesmo espaço, O Talho dedica-se exclusivamente ao conhecimento e aperfeiçoamento gastronómico da carne.
No final de 2014, ainda entusiasmado com os sabores peruanos que tinha provado na sua viagem à volta do mundo, abre um novo espaço no Príncipe Real desta vez dedicado ao peixe e aos preparados peruanos: A Cevicheria. Mais tarde, em Outubro de 2016 lançou O Asiático. Um projecto ambicioso que presta homenagem à cozinha e cultura japonesa que, tal como o próprio já teve oportunidade de referir, foram sem dúvida das que mais o impressionaram no seu périplo pelo mundo. Em março de 2017 abre O Surf & Turf, onde explora o conceito homónimo, ligando os sabores "mar" e "terra" no mesmo prato.

## Televisão e imprensa
Chef Kiko é presença assídua em programas televisivos relacionados com gastronomia. A sua estreia em televisão aconteceu no programa Chefs’ Academy da RTP1 em novembro de 2013, onde fez parte do corpo docente, mantendo o seu posto na segunda temporada do programa em setembro do ano seguinte. Pelo meio, teve ainda participou na versão júnior do programa, Chefs’ Academy Kids. 
Em 2015 participou no programa da RTP1, Cook Off - Duelo de Sabores através do qual correu Portugal de norte a sul com o objectivo de revelar e pôr em confronto os vários sabores gastronómicos portugueses. No ano de 2017, integrou o painel de jurados da primeira edição do programa da TVI Masterchef Celebridades, ao lado de Rui Paula e Miguel Rocha Vieira.

## Livros
Multifacetado e apaixonado por pensar novos projectos sobre comida, o Chef Kiko conta já com duas incursões pelo mundo da escrita. Primeiro com o lançamento do livro Comer o Mundo em 2011, um conjunto de crónicas e receitas sobre a sua viagem à volta do mundo através do projecto homónimo.
Em setembro de 2015 lançou o seu segundo livro, intitulado Jantaradas. Mais recentemente, em março de 2017 lançou o seu terceiro livro "A Cevicheria", um livro que espelha o seu trabalho enquanto cozinheiro e apaixonado pela gastronomia mundial. 